# Hückelhoven
Hückelhoven (Limburgs: Hukkelhaove) is een stad en gemeente in de Duitse deelstaat Noordrijn-Westfalen, gelegen in de Kreis Heinsberg. De stad telt 40.425 inwoners (31 december 2020) op een oppervlakte van 61,27 km². Naburige steden zijn onder andere Erkelenz, Geilenkirchen en Heinsberg. Van 1914 tot 1997 was in Hückelhoven de steenkoolmijn Sophia-Jacoba gevestigd, na de sluiting werd hier een mijnmuseum ingericht, jaarlijks is er ook een drive-inbioscoop.

## Afbeeldingen

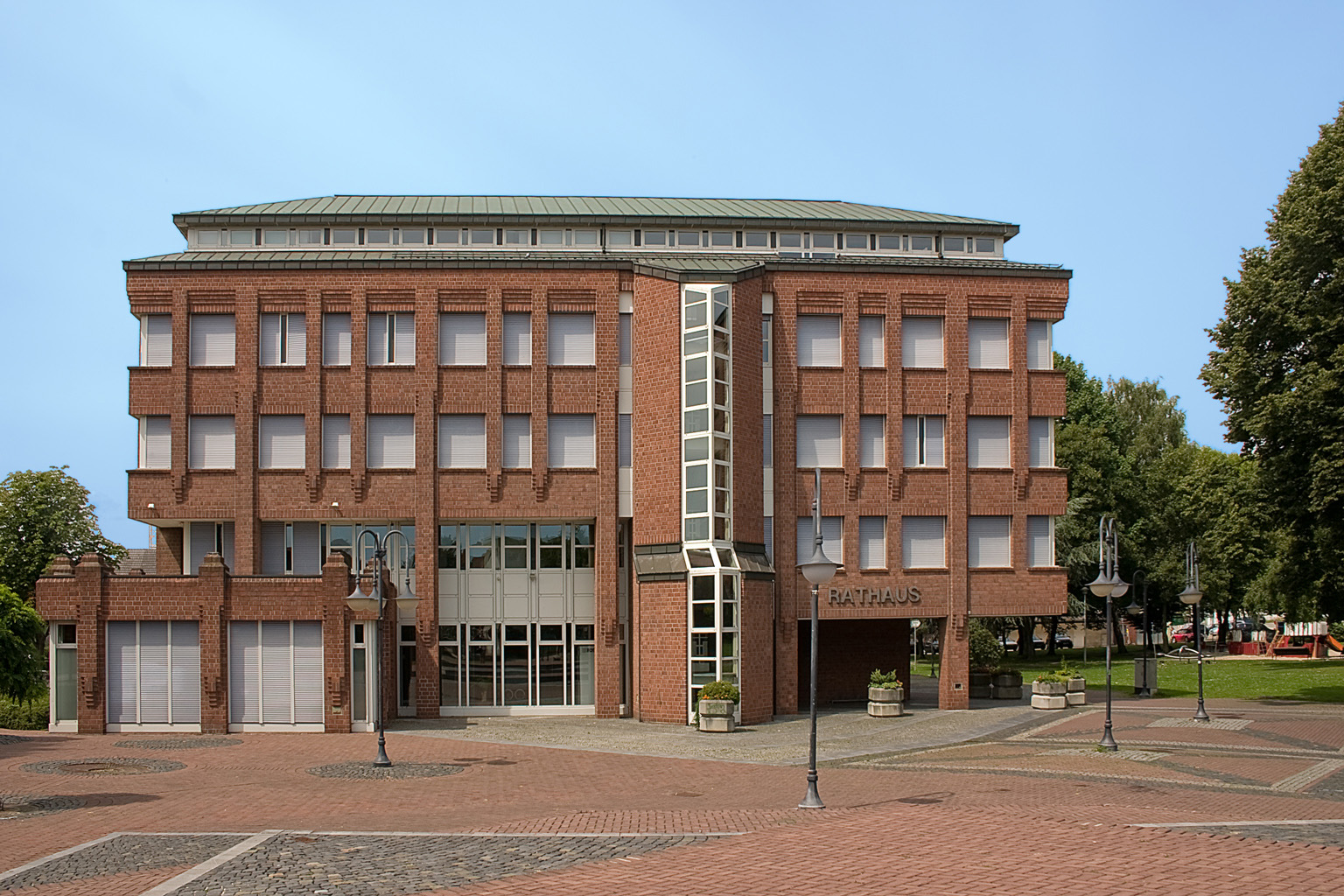
Gemeentehuis
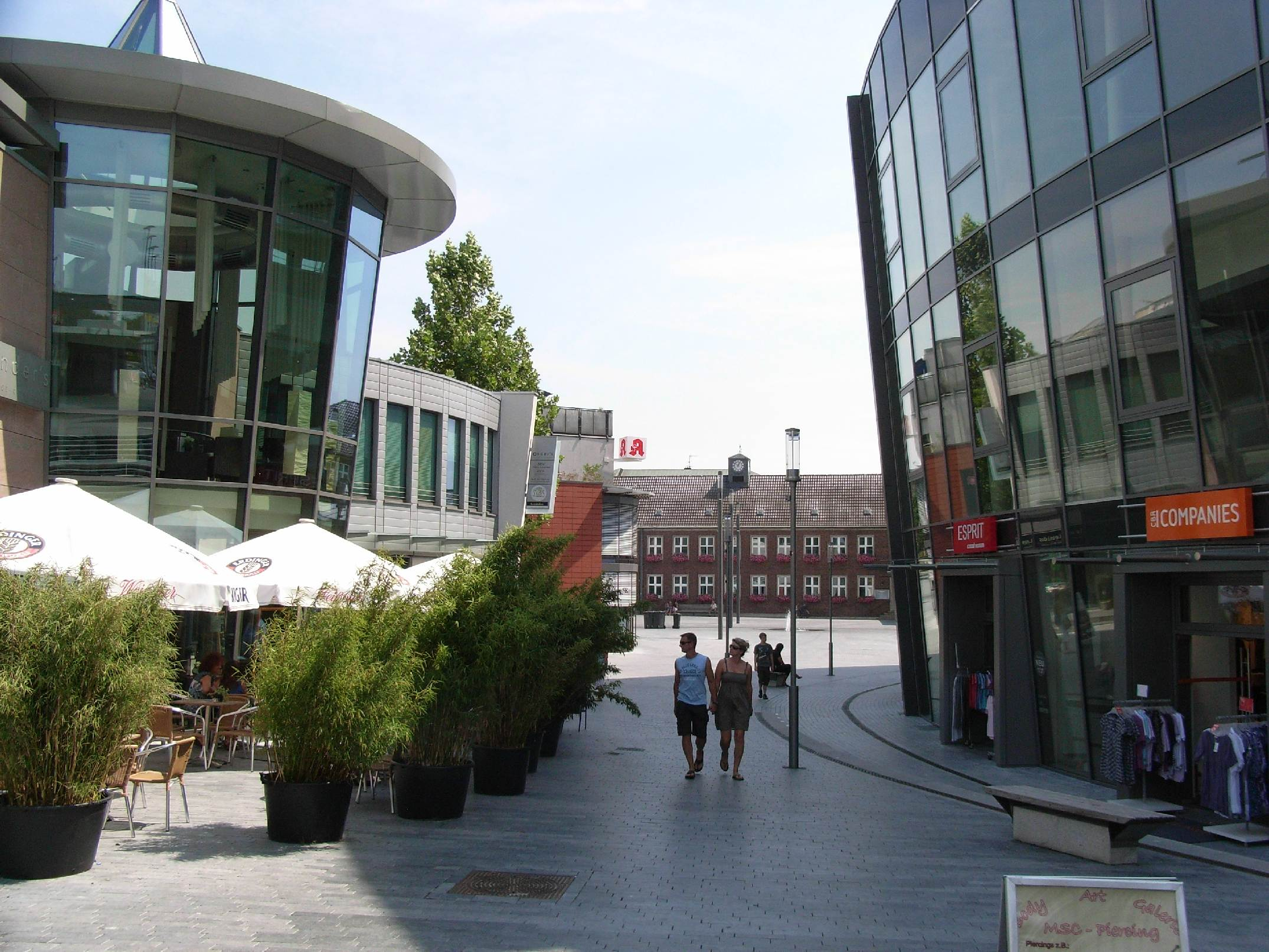
Centrum
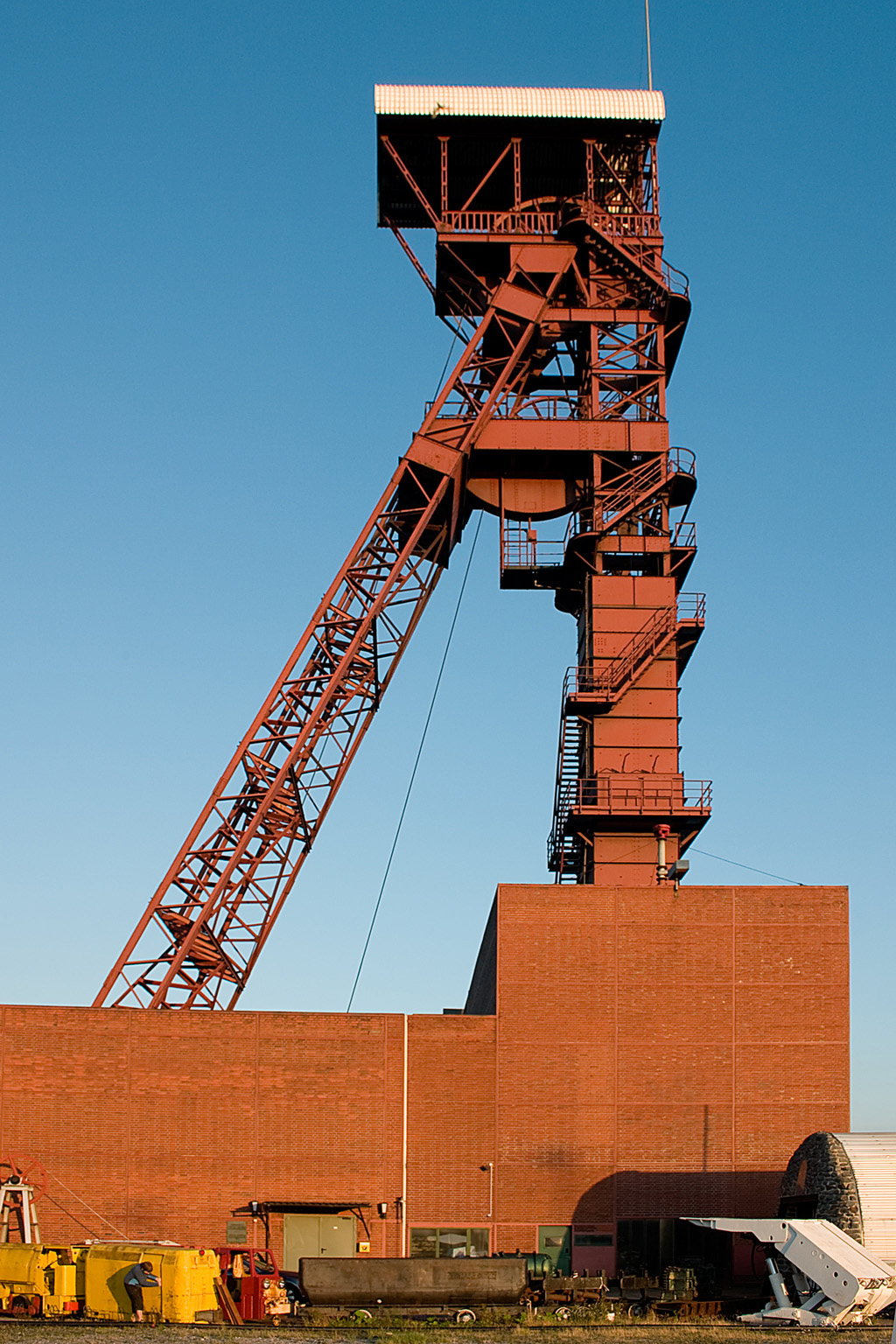
Mijnschacht, Sophia-Jacobamijn
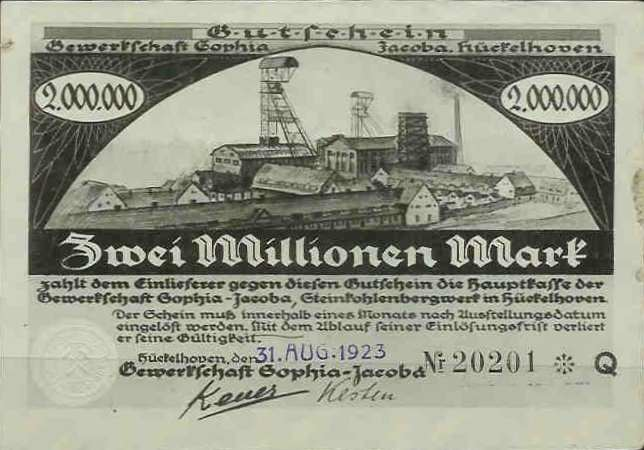
Noodgeld van de Sophia-Jacobamijn, 1923
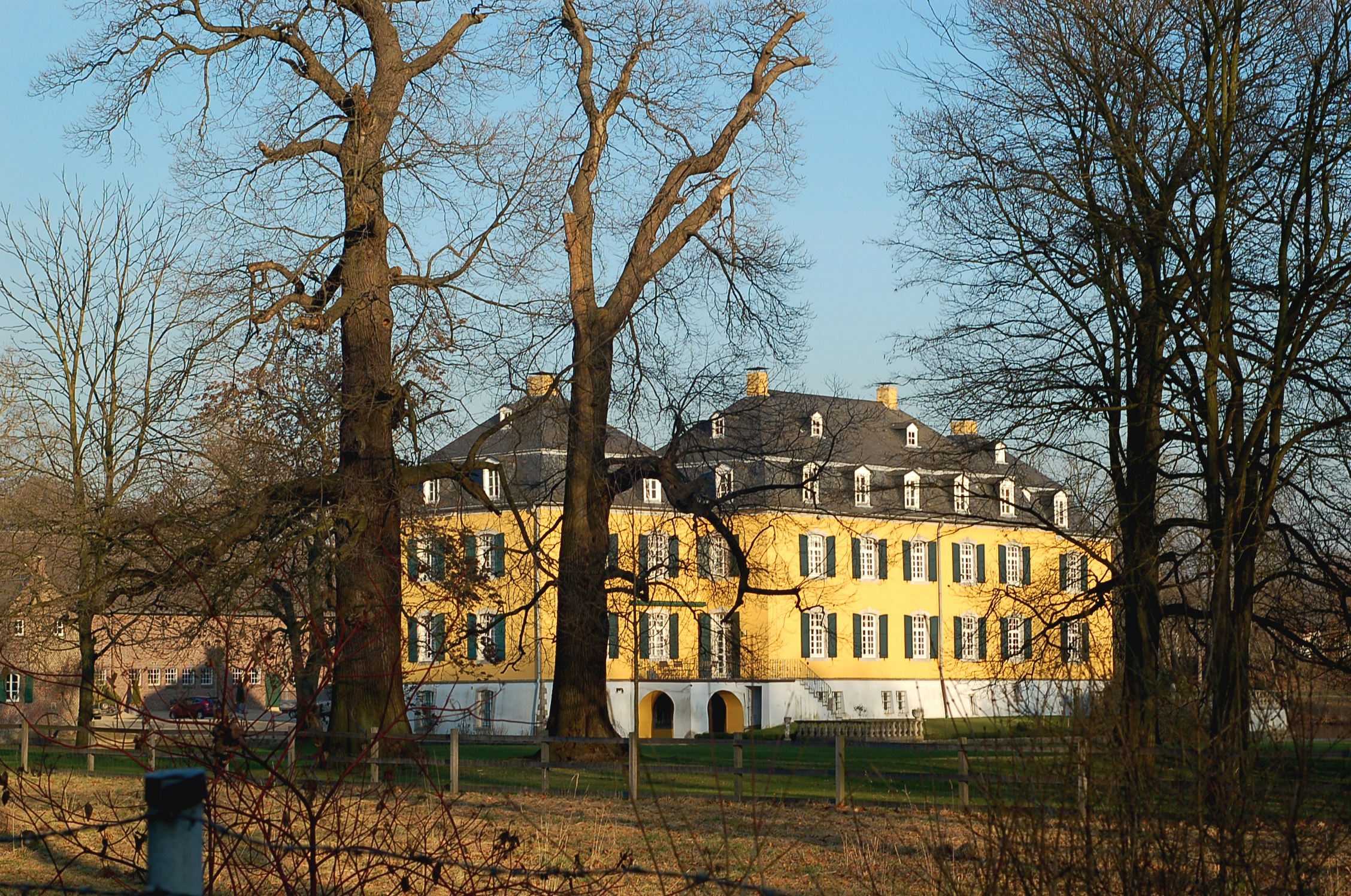
Haus Hall
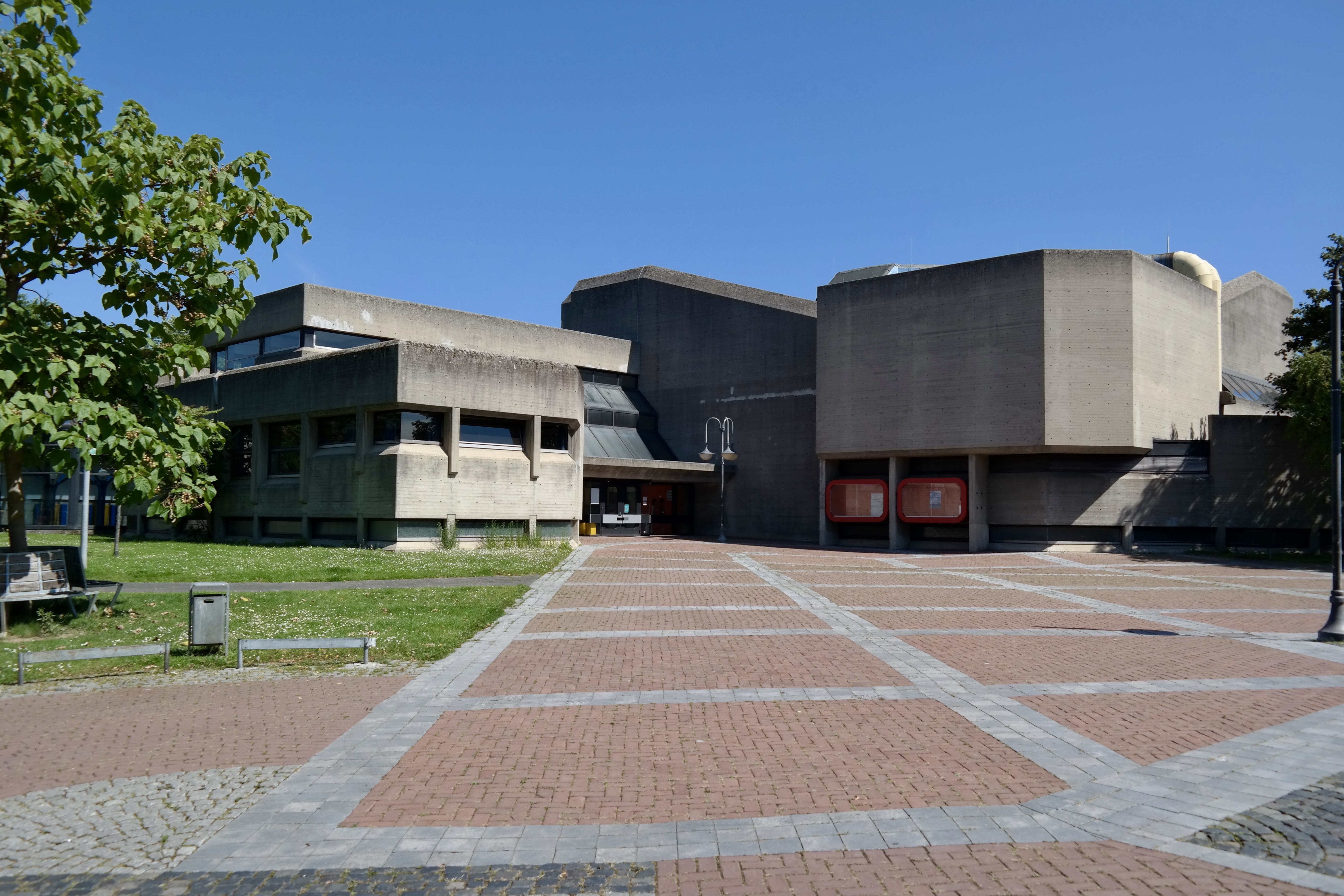
De aula van het gymnasium gebouwd in brutalistische stijl

Erkelenz · Gangelt · Geilenkirchen · Heinsberg · Hückelhoven · Selfkant · Übach-Palenberg · Waldfeucht · Wassenberg · Wegberg